# كوتا عرقية

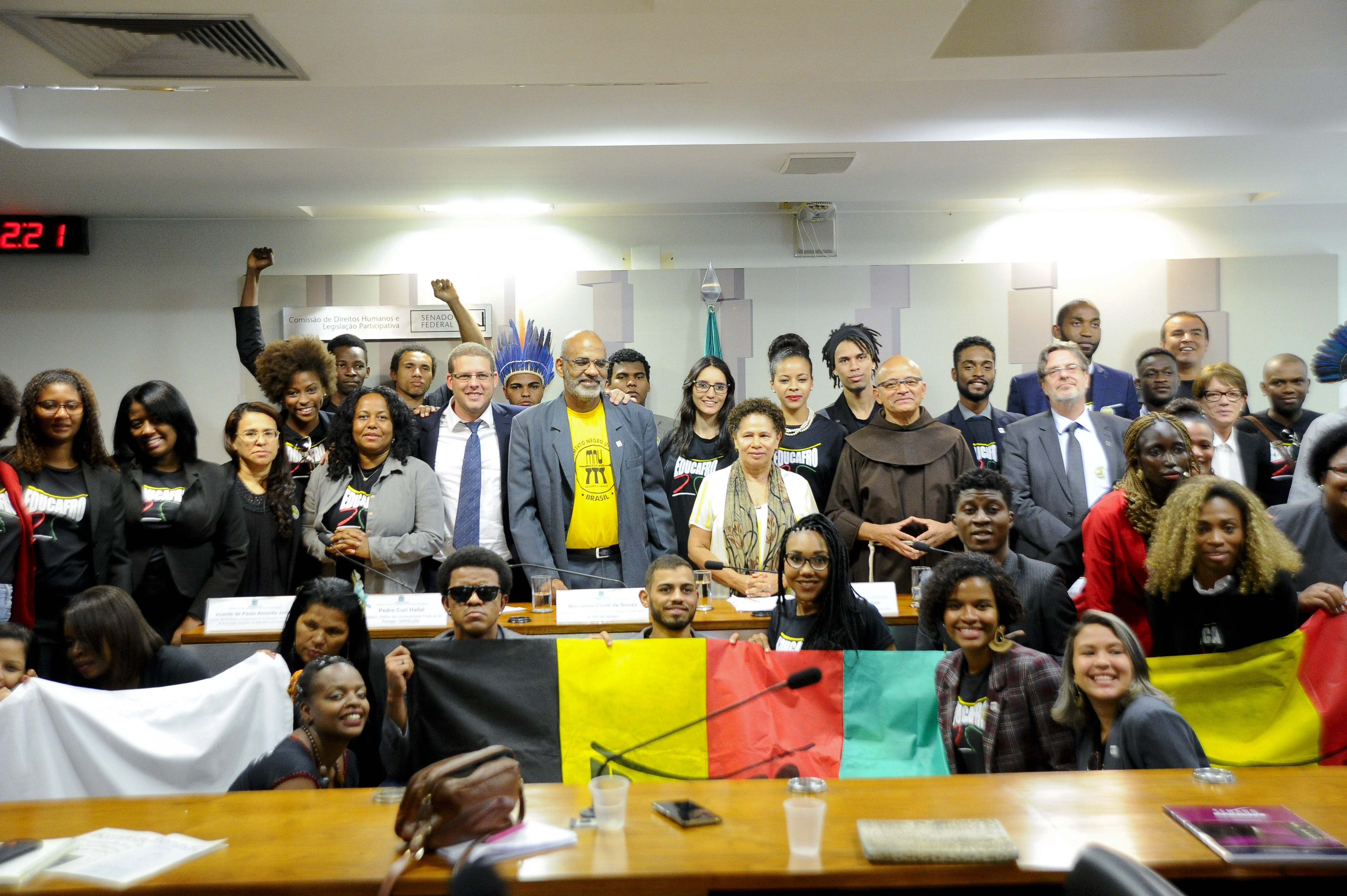

الكوتا العرقية في التوظيف والتعليم هي متطلبات عددية للتوظيف، الترقية، الاعتراف أو تخرج أفراد من جماعة عرقية معينة. تستخدم الكوتا العرقية كوسيلة لتقليص التمييز العنصري، ومعالجة التمثيل القليل لهم، والعنصرية الواضحة ضد تلك الجماعات العرقية، أو على النقيض من ذلك في حالة جماعة أغلبية مُنتَقصة الحقوق.
جادل البعض بأن مثل هذه الكوتا نوع من التمييز العنصري. قد تنفذ هذه الكوتا عن طريق سلطة الحكومة وتدعم بالعقوبات الحكومية. وعندما يتم إصلاح إجمالي عدد الوظائف أو الشواغر، فقد تتم ترجمة تلك النسبة إلى رقم محدد.

## الكوتا العرقية حسب الدولة

### منغوليا القديمة
قسم المنغوليون الأعراق المختلفة إلى نظام ذي أربع طبقات في عهد سلالة اليوان الحاكمة.
قدم الإمبراطور المنغولي كوبلاي خان هرمية صلبة بتقسيم شعب مملكة يوان إلى الطبقات الآتية:
- المنغوليون الذين قدموها إلى الصين التي كانت حينها محكومة من قبل الإمبراطور المنغولي
- السيموريون، وهم مهاجرون من الغرب ومن بعض قبائل وسط آسيا (من مسلمين، مسيحيين، يهود، بوذيين)
- الصينيون الشماليون، الكيتانز، الجورشينز، والكوريون
- الجنوبيون، أو كل من خضعوا إلى حكم سلالة سونغ الحاكمة السابعة

تم تمرير العديد من القوانين لتطبيق الفصل العنصري للأجانب في عهد سلالة تانغ الحاكمة. في عام 779 م، أصدرت سلالة تانغ مرسوما أرغم الأويغريين على ارتداء ملابسهم الإثنية، وحظر عليهم الزواج من الصينيين.
في عام 836 م، عُين لو تشون كحاكم لكانتون. وقد اشمئز عندما وجد الصينيين يعيشون مع الأجانب ويتزوجون فيما بينهم. فرض لو تشون الفصل، وحظر الزواج المختلط، ومنع الأجانب من حيازة الممتلكات. وقد منع قانون عام 836 على وجه الخصوص الصينيين من تكوين علاقات مع الشعوب الداكنة أو الملونة، وهي مصطلحات تشير إلى الأجانب، كالإيرانيين، السوغديانيين، العرب، الهنود، الماليزيين، والسوماتريين، وغيرهم.

### فرنسا
بحلول عام 1935، أصدرت الحكومة الفرنسية سلاسل من الكوتا العرقية في مهن معينة.

### الولايات المتحدة
كانت صيغة الأصول الوطنية نظاما أمريكيا لكوتا الهجرة، بين عامي 1921 و1965، والذي منع المهاجرين على أساس الخصائص الحالية للسكان. كان الهدف أن يتم الحفاظ على التكوين الإثني الحالي للولايات المتحدة. وقد كان يعطي للأوروبيين الغربيين والجنوبيين نصيبا أقل من الكوتا.
تمت استعادة الكوتا العرقية بعد قانون الحقوق المدنية لعام 1964، وبخاصة أثناء سبعينات القرن العشرين. طلب جورج شولتز وزير عمل حكومة نيكسون أن تسمح اتحادات البناء المناهضة للسود بدخول عدد معين من السود إلى الاتحادات. وقد بدأت وزارة العمل في فرض الكوتا في جميع أنحاء البلاد. بعد أن وجدت قضية في المحكمة العليا بالولايات المتحدة، شركة غريغز ضد ديوك باور، أن اختبارات وإجراءات التقديم المحايدة التي كانت لا تزال تؤدي إلى فصل فعلي للموظفين (إذا تواجد تمييز في السابق) غير قانونية، فإن المزيد من الشركات بدأت في تطبيق نظام الكوتا الخاص بها.
في قضية بعام 1973، أقر قاضٍ فيدرالي كوتا من الأوليات في نوعها عندما قرر أن نصف موظفي قسم شرطة بريدجبورت (كونيتيكت) يجب أن يكونوا إما من السود أو من البورتوريكيين. في عام 1974، توصلت وزارة العدل والعاملين في صناعة الصلب بالولايات المتحدة إلى اتفاق بخصوص أكبر برنامج كوتا، والذي كان الأكبر من نوعه حينها، من أجل نقابات صناعة الصلب.
في عام 1978، حكمت المحكمة العليا في قضية جامعة كاليفورنيا ضد باكي بأن الجامعات الحكومية (ومؤسسات حكومية أخرى) لا يمكنها وضع أهداف عددية محددة بناء على عرق للقبول أو التوظيف. وقالت المحكمة أنه يجب وضع «الأهداف» و«الجداول الزمنية» من أجل التعددية بدلا من ذلك. وفي قضية بالمحكمة العليا في عام 1979، وهي قضية نقابة العاملين بالصلب ضد ويبر، وجد أن أرباب العمل بالقطاع الخاص يستطيعون وضع كوتا عددية صارمة إذا هم اختاروا فعل ذلك. وفي عام 1980، وجدت المحكمة العليا أن المتعاقدين الفيدراليين سُمح لهم بكوتا عرقية نسبتها 10%.

## المعارضة

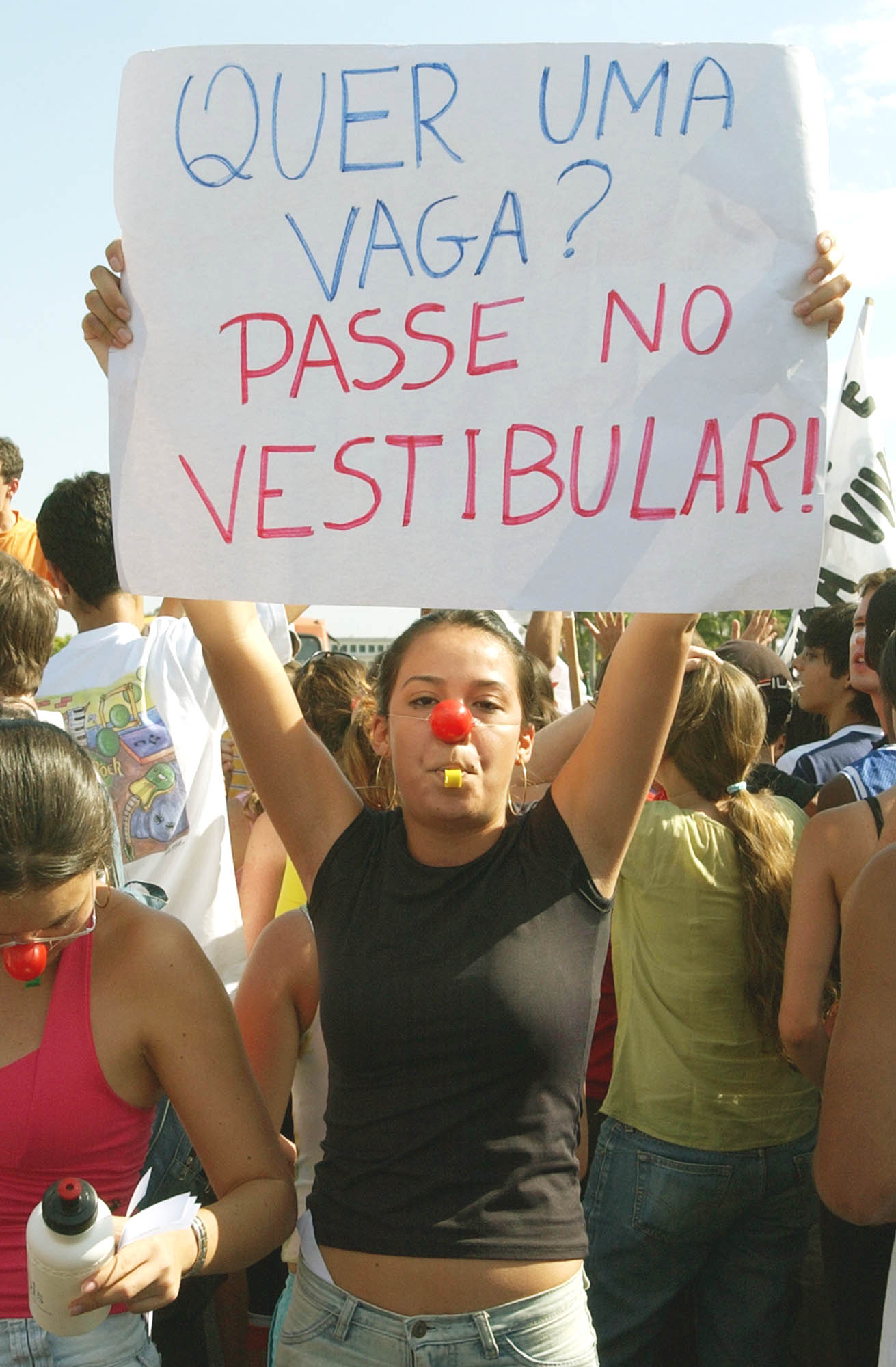
احتجاج على نظام الكوتا

يعارض البعض الكوتا لأنها تفضل مجموعة على حساب أخرى في أي وقت تُفرض فيها الكوتا كبديل عن العوامل الأخرى، كمتوسط درجات النقاط أو درجات الاختبارات. ويجادلون بأن استخدام الكوتا يستبدل أفرادا كان ليتم تفضيلهم بشكل طبيعي بناء على إنجازاتهم الفردية. يعتقد معارضو الكوتا العرقية أن المؤهلات يجب أن تكون العامل الحاسم عندما يتم التنافس على وظيفة أو قبول في مدرسة. ويتم المحاججة بأن ذلك يتسبب في «التمييز العكسي» حيث يخسر الأفراد من الأغلبية لصالح من هم من الأقلية.